# تولیو کارمیناتی
تولیو کارمیناتی (انگلیسی: Tullio Carminati؛ ۲۱ سپتامبر ۱۸۹۴ – ۲۶ فوریهٔ ۱۹۷۱) هنرپیشه اهل ایتالیا بود.
از فیلم‌هایی که وی در آن نقش داشته است، می‌توان تعطیلات در رم، جنگ و صلح، السید و میهن‌پرست را نام برد.